# Endrosa roscida
Endrosa roscida är en fjärilsart som beskrevs av Ignaz Schiffermüller 1776. Endrosa roscida ingår i släktet Endrosa och familjen björnspinnare. Inga underarter finns listade i Catalogue of Life.